# Estadio Polideportivo Islas Malvinas
L'Estadio Polideportivo Islas Malvinas è un'arena coperta ubicata a Mar del Plata in Argentina. Venne inaugurato nel 1995 in occasione dei XII Giochi panamericani. Fa parte del complesso sportivo intitolato al sindaco italo-argentino Teodoro Bronzini.
È predisposto ad ospitare manifestazioni sportive di pallacanestro, pallamano, pallavolo e tennis.
È inoltre l'impianto casalingo delle squadre di pallacanestro del Club Atlético Peñarol Mar del Plata e del Club Atlético Quilmes Mar del Plata.
Ha ospitato la finale della Coppa Davis 2008; in precedenza vi si sono disputate alcune partite del Campionato mondiale maschile di pallavolo 2002.
Nel 2011 ospita tutte le partite del FIBA Americas Championship 2011.